# Хабаров, Виктор Васильевич
Виктор Васильевич Хабаров (9 ноября 1843, Санкт-Петербург — 30 сентября 1897, Томск) — русский архитектор.

## Биография
Родился в обедневшей дворянской семье. В 1861 году поступил в Петербургскую Императорскую Академию художеств. Успехи в учёбе позволили ему подать прошение «о даровании способов закончить художественное образование», которое было удовлетворено — он получил пособие 200 рублей серебром (с ежегодным подтверждением). В 1865 году получил серебряную медаль второй степени за программу: «Проект для Парижской всемирной выставки русского скотного двора»; в 1868 году — 1 серебряную медаль. В 1870 году — звание классного художника 2 степени. При выпуске из Академии за отличные успехи Хабаров был удостоен Советом Академии в декабре 1870 года звания классного художника II степени «с предоставлением права производства построек».
4 августа 1875 года в Мариинске у Виктора Васильевича и его жены Екатерины Васильевны родилась дочь София.  Умерла 18 октября 1875 года в Мариинске.

### Работа в Томске
В мае 1874 года Хабаров получил назначение помощником архитектора в Томскую губернскую строительную комиссию. В конце лета того же года он прибыл в Томск и вступил в должность. В 1876 году его назначают городским архитектором, а в 1889 году — губернским.
К его постройкам в Томске относятся мужское и женское начальные училища (на Воскресенской улице и в Кирпичной слободе, проект 1880), харчевня «Славянский базар» (1887—1888), почтовая контора (измененный проект гражданского инженера Новикова, 1896), ветеринарно-фельдшерская школа (проект 1892), больничные здания: больница для умалишённых (проект 1891), больница ведомства Приказа общественного призрения (проект 1894), перестройка и ремонт здания присутственных мест, пересыльной тюрьмы.

За постройку, в соавторстве с П. П. Нарановичем, в 1887—1890 годах губернаторского дома (ныне Дом учёных) Хабаров получил из рук наследника престола цесаревича Николая золотой перстень.
Хабарову принадлежит проект реконструкции площади у Гостиного двора Томска, где он разместил 9 новых торговых корпусов и дешевую закусочную (ныне — ресторан Славянский базар) в устье реки Ушайки (1882).
По заказам епархиального ведомства, где он также служил архитектором с 1892 года по 1897 год, Хабаров выполнил проекты корпуса келий для «монашествующей братии» Алексеевского монастыря, церковно-приходской школы при архиерейском доме (1894—1895), церковно-приходской школы при Благовещенском соборе (проект 1892); «дома трудолюбия» при Иоанно-Предтеченском женском монастыре (проект 1892); деревянной церкви на 180 человек в деревне Кузовлёво, Томского уезда (проект 1895); каменной Богоявленской церкви в селе Камень (проект 1897). Для нескольких томских церквей он создал иконостасы. В 1885—1897 годы вёл достройку обрушившегося Троицкого собора по измененному проекту академика К. А. Тона.
По частным заказам были спроектированы и построены магазин торгового дома «Петров и Михайлов» (проект 1888, восстановлен в 2011 году), одноэтажные торговые помещения для купца П. Михайлова (проект 1892). В 1882 году по заказу купца И. А. Еренева им был составлен проект каменного двухэтажного флигеля для помещения больницы и домовой церкви на 350 человек во имя Божьей Матери Всех Скорбящих при мужском Духовном училище в Томске (несмотря на утверждение проекта строительство церкви осуществлено не было).
Проработал в Томске больше 20 лет, оставив значительное архитектурное наследие.